# Pablo Salinas Herrera
Pablo Salinas Herrera (Concepción, 3 de junio de 1994) es un ajedrecista chileno. La Federación Internacional de Ajedrez le otorgó el título de Gran Maestro en 2019.

## Biografía
La infancia de Salinas ocurrió en Talcahuano y posteriormente en San Pedro de La Paz. En sus años escolares desarrolló su carrera como ajedrecista, ya a los 18 años tenía un título panamericano sub-18, obtenido en Cali, Colombia. Migró a Santiago de Chile para iniciar su carrera universitaria, camino que abandonó luego de algunos años para dedicarse profesionalmente al ajedrez hasta la actualidad.

## Carrera deportiva
Ha ganado el Campeonato de Chile de Ajedrez en cinco ocasiones: en 2011, 2012, 2019, 2022 y 2023.
Ha representado a Chile en las Olimpiadas de Ajedrez en tres ocasiones: en 2012 (con 3/8 en el tablero 4), 2014 (5/7 en el tablero 5) y 2018 (5,5 / 10 en el tablero tres).
Se ganó el lugar de la federación chilena para clasificar a la Copa Mundial de 2021 realizada en Sochi (Rusia), donde derrotó al campeón danés Mads Andersen en la primera ronda por 1.5 / 2. La primera partida del match alcanzó fama internacional, por su valor estético y brillante ataque, bautizada como la «inmortal chilena» por los especialistas e incluso llamada la «partida del siglo» por el youtuber estadounidense Levy Rozman. Salinas comenzó con una «defensa semieslava». Su rival movió un peón a d4 y puso un caballo en e4. Respondió con caballo f6 y luego g4. Puso la dama en g1 al lado del rey y forzó a las blancas a tomarla. El caballo en g4 lo movió hasta h2, destruyendo un peón blanco y dejando sin movimiento al rey. Jaque mate con dos caballos y una torre. En la segunda ronda fue eliminado por el octacampeón ruso Peter Svidler por 0.5-1.5.

### Partidas notables
Andersen - Salinas Herrera, 2021, en formato PGN en español
```
[Evento "FIDE World Cup 2021"]
[Lugar "Krasnaya Polyana, Sochi RUS"]
[Fecha "2021.07.12"]
[Ronda "1.1"]
[Resultado "0-1"]
[Blancas "Mads Andersen"]
[Negras "Salinas Herrera, Pablo"]
[ECO "A06"]
[EloBlancas "2579"]
[EloNegras "2514"]
[ContadorPly "52"]

1. Cf3 d5 2. e3 Cf6 3. c4 c6 4. Cc3 e6 5. b3 Ad6 6. d4 O-O 7. Dc2 Cbd7 8. Ae2 b6
9. O-O Ab7 10. Ab2 De7 11. Tad1 Tad8 12. Tfe1 Tfe8 13. Af1 c5 14. cxd5 exd5 15.
g3 Tc8 16. Ah3 cxd4 17. Cxd4 Ab4 18. Cde2?! Ce4?! 19. a3? Cxf2! 20. axb4 Cxh3+ 21. Rf1
Dxe3 22. Df5 Cf6 23. Ac1 Cg4!! 24. Td3 d4!! 25. Ted1 Dg1+!! 26. Cxg1 Cxh2# 0-1
```

### Vida destreamer
Durante la pandemia, Pablo inició su canal de Twitch (GMSalinas), con más de cinco mil seguidores, siendo uno de los mayores canales de Ajedrez en Chile. Ha expresado que este tipo de plataformas hacen que el “ajedrez sea más divertido”. Además, a través de esta red generó una buena comunidad - denominada "Los Panditas" o los "Shishipandas" - con quien hace streams en vivo y conversa. 
El apoyo de dicha comunidad virtual aportó a convencerlo de buscar ayuda económica para costear el viaje al mundial donde realizó una de sus partidas más notables. Señalo al diario de The Clinic que el apoyo recibido en redes sociales ha significado que esté “más metido” en el mundo online, creando lazos.